# Печеніг (кулемет)
«Печеніг» (Індекс ГРАУ —  6П41) — російський єдиний кулемет калібру 7,62-мм. Розроблений ЦНИИТОЧМАШ на основі ПКМ.

## Конструкція
За основу конструкції узятий 7,62-мм кулемет Калашникова. Це дозволило з мінімальними витратами розгорнути виробництво в 1999 р, а також спростити його експлуатацію. Ствольна група забезпечує відстріл не менше 600 патронів довгими чергами без погіршення ефективності стрільби. При веденні тривалого бою кулемет може вистрілювати до 10 000 патронів в годину без погіршення бойових характеристик і зменшення ресурсу ствола. В цілому, Печеніг зберіг до 80 % загальних деталей з ПКМ (ствольна коробка з усіма механізмами, станок).
Печеніг може використовувати всю номенклатуру гвинтівкових патронів 7,62 × 54 мм R.
У кулеметі застосована система примусового повітряного охолодження ствола за рахунок енергії порохових газів. Регульований газовідвідний механізм дозволяє експлуатувати Печеніг в будь-яких кліматичних умовах. Ствол має зовнішні ребра і поміщений в металевий кожух. Порохові гази, виходячи зі ствола, створюють зону розрідження в передній частині кожуха. У задній же частині кожуха зроблені спеціальні вентиляційні вікна. Таким чином, під час стрільби уздовж ствола безперервно прокачується холодне повітря. Постійне охолодження ствола зменшує розсіювання при стрільбі, а також збільшує довговічність ствола.
Ресурс ствола становить 25-30 тисяч пострілів при стрільбі в інтенсивних режимах.
Зміцнення ствола дозволило перенести сошку з газової камери на дуловий зріз, що збільшило опорну базу і знизило розсіювання до 70 %, однак таке положення сошок не завжди зручно, оскільки обмежує сектор вогню по фронту без переміщення стрільця та/або зброї. Вирівнювання температурного поля ствола дозволило підвищити його ресурс до рівня, що задається на весь кулемет (або вдвічі порівняно з ПКМ), а також знизити відведення точки прицілювання під час тривалої стрільби до величини, рівної не більше ніж 0,001 частки дальності. Це дозволило відмовитися від другого ствола (хоча кріплення ствола у Печеніга залишається швидкороз'ємним) і, незважаючи на встановлення на кулемет додаткового екрану, знизити похідну вагу зброї.
Крім того, конструкція кулемета Печеніг дозволяє значно знизити шкідливий вплив висхідного потоку нагрітого стволом повітря на лінію прицілювання. Підвищена тепловіддача нового кулемета помітна в темний час доби навіть неозброєним оком по яскравості світіння стволів після розстрілу всього боєкомплекту.,

## Варіанти та модернізації

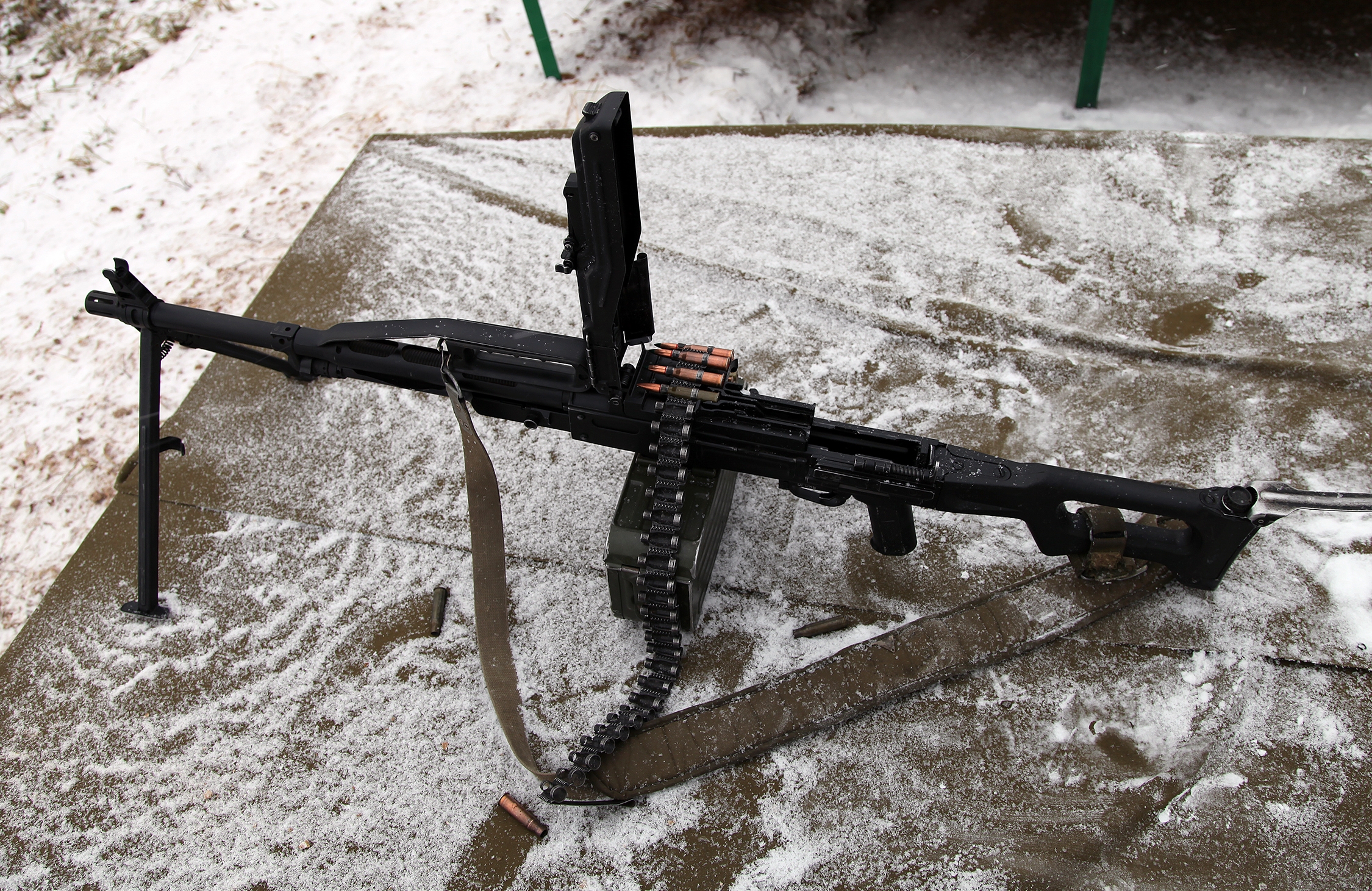

- 6П41Н  — нічний. З планкою «ластівчин хвіст» для нічного або оптичного прицілу.
- 6П41С  — станковий кулемет — звичайний Печеніг, але йде в комплекті зі станком Степанова 6Т5.
- 6П41СН  — станковий нічний.

Новий булпап Печеніг був продемонстрований президенту Росії в Іжевську 18 вересня 2013, коли він відвідував концерн «Калашников». Від звичайного Печеніга відрізняється відсутністю стандартного приклада, замість нього встановлений Г-подібний укорочений приклад з м'яким потиличником і винесеною вперед рукояткою керування вогнем (схема «булпап»). За рахунок цього кулемет став коротшим на 27 см, легшим на 0,5 кг. Довжина ствола 65 см, така ж, як і у звичайного «Печеніга».
Переваги булпап Печеніга:
- Компактність;
- Зменшена вага;
- Можливість установки додаткових тактичних модулів;
- Вдосконалений надульник — замість полум'ягасника встановлене дульне гальмо — компенсатор;
- Дубльований спусковий механізм.

Недоліки булпап Печеніга:
- Відсутність відкритих прицільних пристосувань;
- Неможливість швидкої заміни зовнішніх прицільних пристосувань через використання планки Пікатінні;
- Відсутність можливості нормального перенесення зброї через розташовані на рукоятці приціли;
- Запобіжник розташований на колишньому місці, тож доводиться відволікатися на його переключення, що зовсім незручно при відсутності нормального приклада;
- Доступ до газового регулятора при установці ЛЦУ і ліхтаря стає незручний;
- Положення короба з патронами під нахилом викликає вигин стрічки, що може викликати ускладнення з подачею боєприпасів, і дає сильне навантаження на спускову скобу;
- При обслуговуванні зброї для видалення бруду з-під цівки її доведеться знімати, що зробити в польових умовах і без інструменту важко;
- Незручне кріплення ременя на прикладі;
- Неможливість ведення бою з використанням станка;
- Порушення центру ваги зброї, що явно позначається на купчастості бою, хоча для міського бою це не дуже важливо.

## Печеніг-СП

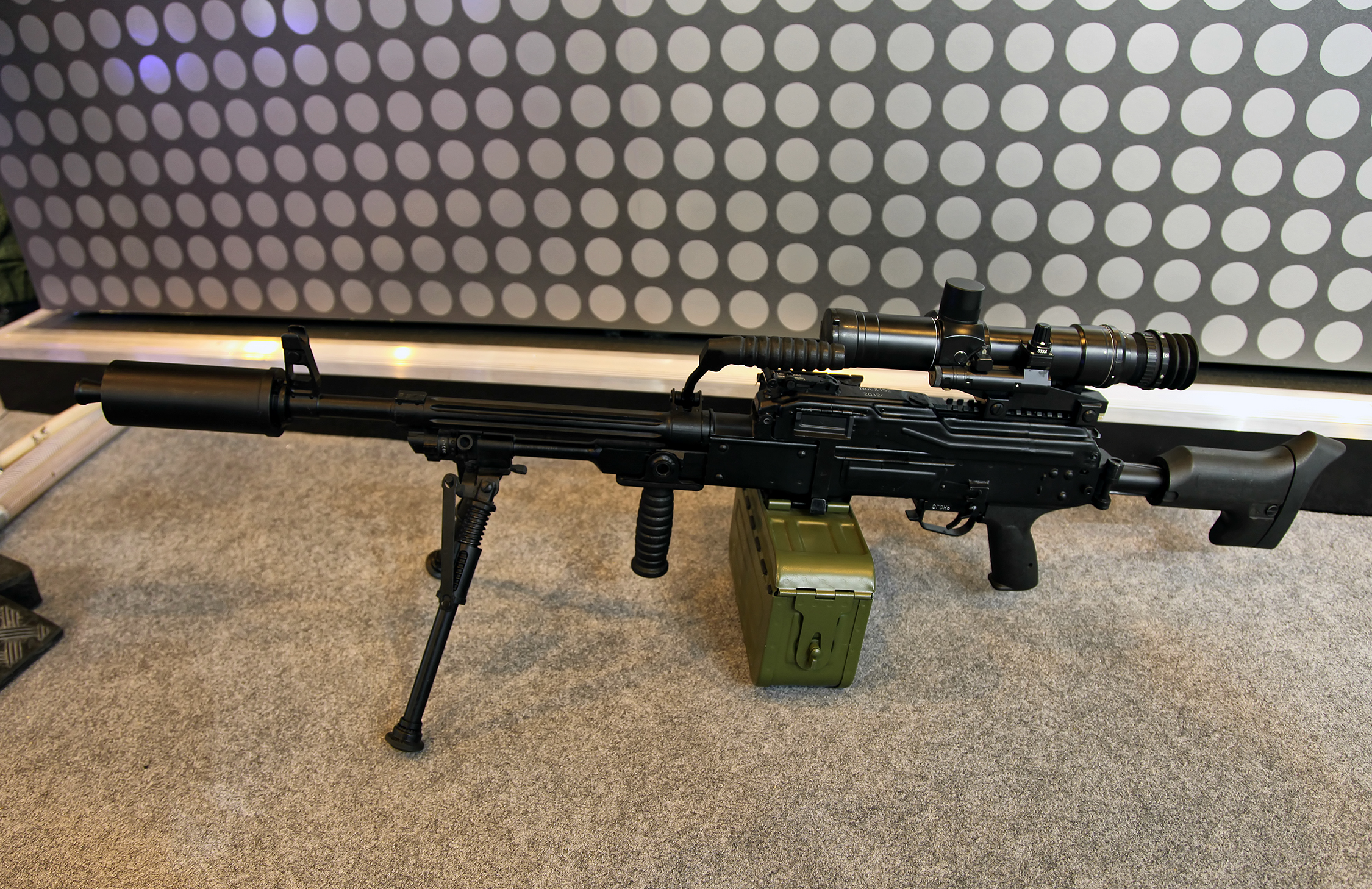
7,62-мм модернізований кулемет 6П69 Печеніг-СП

Печеніг-СП (індекс ГРАУ — 6П69) — модернізація зовнішніх пристосувань кулемета Печеніг і заміна звичайного ствола на ствол з ребрами без кожуха з примусовим охолодженням. У них входить прилад малошумної стрільби (тактичний глушник), передня рукоятка на газовідводі, швидкоз'ємні сошки. Патронна коробка вистелена всередині пластиком. Рейка Пікатінні на кришці ствольної коробки для кріплення уніфікованого оптичного прицілу 1П89-3. Регульований по довжині, складаний приклад. Прицільна планка механічного прицілу розмічена до 800 метрів.

## Оператори
- Росія;
- Україна;
- Казахстан;[6]
- Киргизстан;[7]
- Ємен;[8];

## Історія застосування
Використовувався в ряді військових конфліктів розв'язаних Росією в 21 столітті.

### Друга чеченська війна
Використовувався російською армією у Другій Чеченській Війні.

### Російсько-грузинська війна
Використовувався російською армією під час військової агресії Росії проти Грузії.

### Російська інтервенція до Криму 2014
Використовувався російською армією під час захоплення та окупації Криму.

### Війна на сході України
Використовується російською армією та про-російськими бойовиками у військовому конфлікті на сході України.
Також, деяка кількість трофейних кулеметів використовується ЗСУ, спецпідрозділом «Альфа» СБУ[джерело?].

### Громадянська війна в Сирії
Кулемети «Печеніг» використовували про-Ассадівські бойовики.